# San Timoteo (titolo cardinalizio)
San Timoteo (in latino: Titulus Sancti Timothei) è un titolo cardinalizio istituito da papa Francesco nel 2015.
Ne è titolare il cardinale Arlindo Gomes Furtado, vescovo di Santiago di Capo Verde.
Il titolo insiste sulla chiesa di San Timoteo, nella zona Casal Palocco, sede parrocchiale istituita il 24 giugno 1968.

## Titolari
- Arlindo Gomes Furtado, dal 14 febbraio 2015